# Kuljenovci
Kuljenovci (cyr. Куљеновци) – wieś w Bośni i Hercegowinie, w Republice Serbskiej, w gminie Derventa. W 2013 roku liczyła 73 mieszkańców.